# Baroco
Cet article possède un paronyme, voir Barocco.

Diagramme de Venn d'un syllogisme en Baroco.

Baroco est un terme de la logique aristotélicienne désignant un des quatre (ou six, si l'on inclut les modes affaiblis) syllogismes de la deuxième figure des dix-neuf (ou vingt-quatre) modes. Il comprend une majeure de type A, une mineure de type O et une conclusion de type O, c'est-à-dire une majeure universelle affirmative, une mineure particulière négative et une conclusion particulière négative.
Un syllogisme en Baroco consiste en une proposition du type : Tout P est S, or quelques F ne sont pas S, donc quelques F ne sont pas P.
Les trois autres syllogismes de la deuxième figure sont Camestres, Cesare et Festino.

## Exemples de syllogismes en Baroco
1. Tous les dessous de verre peuvent servir de frisbee ;
2. Certains objets en métal ne peuvent pas servir de frisbee ;
3. Donc certains objets en métal ne sont pas des dessous de verre.

1. Les bons articles de Wikipédia sont rédigés sur un ton neutre ;
2. Certains articles de Wikipédia sont rédigés sur un ton non neutre ;
3. Donc certains articles de Wikipédia ne sont pas bons.

1. « Toute vertu est accompagnée de discrétion ;
2. Il y a des zèles sans discrétion ;
3. Donc il y a des zèles qui ne sont pas vertu[1]. »